# Арнаут пазар
Арнаут пазар је стари назив за некадашњу главну градску пијацу, која се налазила на простору данашњег Трга Павла Стојковића и Kраља Александра, од средине 18. па све до средине 20. века.
Њен настанак се поклапа са изградњом нишке тврђаве (1719—1723), када се тежиште града сели на леву обалу Нишаве и на делове града изван градског јарка. Познато је да је нишки беглербег Абдурахман-ефендија продао парцеле око Прокупачке капије са спољашње стране варошког плота јамацима (младим јаничарима) који су ту градили дућане и ханове. Око тих дућана и Ибрахим Башиног хана временом ће се формирати ново градско језгро са главном и највећом пијацом.
После Ослобођења од Турака З. Живановић описује, 1882. године, Арнаут пазар следећим речима:
| „ | „Главна је пијаца на средини вароши око садашњег Арнаут пазара, пред општинском кућом и на простору иза Арнаут пазара пошавла лесковачком друму. Но, кад је суботом пазарни дан, сав се Ниш претвори у пијацу: толико дође света, кола, купаца и продаваца, да је човеку мило видети.” | ” |

Описујући Арнаут пазар на пазарни дан З. Зивановић, даље, пише:
| „ | „На главној раскрсници, тј. Арнаут пазару, седе жене у великом броју. Једна продаје вуну, друга чарапе, трећа изаткано платно, четврта широке појасеве, петој се међу прстима окреће танко вретено, шеста продаје сукно…. Скоро свака жена носи на упрти на леђима по једно детенце …. Има ту света и поиздалека...” | ” |

Сведочење учитељице Надежде Николић:
| „ | „Око 1910. године Арнаут пазар је у делу данашњег Трга Павла Стојковића представљао је улицу општег типа, нарочито за продају домаћих рукотворина, зелениша и живине. Део који данас припада Војски Србије, представљао је 1910. године велику утрину без дрвећа, калдрмисану турском калдрмом, на средини се налазила чесма. У овом делу је била сконцентрисана трговина са житом. Пшеница, кукуруз, овас су се продавали и куповали у врећама, а допремали се воловским колима или коњима. На месту где су данас Правни и Економски факултет налазила се велика Живковићева магаза (зграда на спрат), као и многи бројни дућани, дућанчићи и магацини за житарице. На супротној страни трга, у сектору улице Николе Пашића ка старој Општини, налазили су се претежно занатски дућани: папуџија, кројача, фарбара, ћурчија, козара, колара, кафеџија и других. На Арнаут пазару продавана је и друга роба: сено, слама, дрво, бостан (из воловских кола). | ” |

Арнаут пазар као функционални простор (пијаца) и као назив почео се гасити из употребе између два светска рата. На место пијаце и старог назива су формирани данашњи тргови. После Другог светског рата назив Арнаут пазар сасвим се угасио и нестао из употребе.